# Bửu Viên
Bửu Viên (6 tháng 11 năm 1928 – 5 tháng 1 năm 2020) tên đầy đủ là Nguyễn Phúc Bửu Viên, là chính khách và công chức Việt Nam Cộng hòa, từng giữ chức Bộ trưởng Bộ Nội vụ Việt Nam Cộng hòa cuối cùng.

## Tiểu sử
Bửu Viên chào đời ngày 6 tháng 11 năm 1928 tại Huế, Trung Kỳ, Liên bang Đông Dương.:918 Ông thuộc dòng chính đời thứ hai tôn thất nhà Nguyễn, hậu duệ của Điện Quốc công Nguyễn Phúc Miên Tỉnh, con trai thứ 52 của vua Minh Mạng. Ông nội tên gọi Hường Phố, con trai của Miên Tỉnh, còn cha tên là Ưng Nhơn, con trai của Hường Phố.
Năm 1957, ông tốt nghiệp Học viện Quốc gia Hành chánh.:918 Năm 1960, ông lấy bằng Thạc sĩ Khoa học xã hội tại Đại học Tiểu bang Michigan của Mỹ.:918 Ông còn là thành viên hội cựu sinh viên Học viện Quốc gia Hành chánh và Đại học Tiểu bang Michigan.:918
Từ năm 1973, ông lên làm Bộ trưởng tại Phủ Thủ tướng dưới thời Thủ tướng Trần Thiện Khiêm.:918 Ngày 14 tháng 4 năm 1975, Thủ tướng Nguyễn Bá Cẩn đứng ra thành lập nội các mới, ông được bổ nhiệm làm Bộ trưởng Bộ Nội vụ cho tới tận cuối tháng 4.
Sau biến cố 30 tháng 4 năm 1975, ông cùng gia đình kịp thời di tản sang Mỹ sinh sống tại bang Virginia.
Ông qua đời ngày 5 tháng 1 năm 2020 tại Chantilly, Quận Fairfax, Virginia, Hoa Kỳ.

## Đời tư
Bửu Viên là Phật tử, lập gia đình và có 7 người con (1974).:918